# Dominick Daly

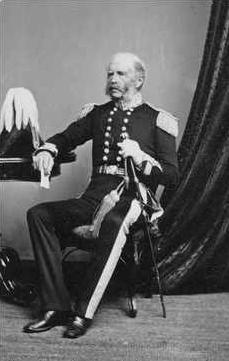
Sir Dominick Daly

Sir Dominick Daly (* 11. August 1798 in Ardfry, County Galway, Irland; † 19. Februar 1868 in Adelaide, South Australia, Australien) war ein britischer Politiker und Kolonialgouverneur.

## Biografie
Nach dem Schulbesuch trat er in den Dienst der britischen Kolonialverwaltung und wurde 1823 Privatsekretär des Vizegouverneurs von Niederkanada, Sir Francis Nathaniel Burton. 1827 erfolgte seine Ernennung zum Provinzsekretär von Niederkanada. Nach dem Unionsgesetz (Act of Union) von 1840, durch den die bisherigen Provinzen Niederkanada und Oberkanada 1841 zur Provinz Kanada vereinigt wurden, kandidierte er für das Provinzparlament im Wahlkreis Mégantic und war danach von 1841 bis 1848 Sekretär der Provinz Kanada sowie Mitglied des Exekutivrates.
Daly war in dieser Funktion zwischen 1842 und 1843 auch Mitglied der Regierungen der Premierminister der Provinz Kanada William Henry Draper und Louis-Hippolyte La Fontaine, trat jedoch im Gegensatz zu den restlichen Kabinettsmitgliedern nicht am 27. November 1843 zurück, so dass er als einziger Minister im Amt blieb und als amtierender Premierminister bis zur Bildung eines neuen Kabinetts am 12. Dezember 1843 durch Draper tätig war.
1852 wurde er zunächst Vizegouverneur von Tobago. Am 11. Juli 1854 erfolgte seine Berufung zum Vizegouverneur von Prince Edward Island. Dieses Amt übte er bis zum 25. Mai 1859 aus. Während dieser Zeit wurde er 1856 als Knight Bachelor in den Adelsstand erhoben und führte fortan den Namenszusatz „Sir“.
Zuletzt erfolgte am 4. März 1862 seine Ernennung zum Gouverneur von South Australia. Er wurde dabei zum ersten katholischen Gouverneur in Australien, und das in der dortigen Kolonie mit dem geringsten Anteil an Katholiken. Dieses Amt bekleidete er bis zu seinem Tod.
Nach ihm ist der Daly River in Australien benannt.